# 王觀 (乾隆進士)
王观（?—?），字秉之，号桂峰，浙江钱塘（今浙江杭州）人。清朝政治人物。
王观在清高宗乾隆五十二年（1787年）丁未科进士，历任官至直隶天津道，在乾隆五十九年（1794年）、乾隆六十年（1795年）任顺天府同考官，嘉庆元年（1796年）会试同考官。后任南阳府知府。